# یوچروو
یوچروو (به لاتین: Uchorowo) یک روستا در لهستان است که در Gmina Murowana Goślina واقع شده‌است.

## خصوصیات
یوچروو ۵۲۰ نفر جمعیت دارد.